# 明山区
明山区（めいざん-く）は中華人民共和国遼寧省本渓市に位置する市轄区。

## 行政区画
9街道弁事処を管轄する。
- 街道弁事所：金山街道、北地街道、高峪街道、明山街道、東興街道、新明街道、牛心台街道、臥竜街道、高台子街道

## 交通

### 鉄道
- 中国国家鉄路集団
  - 威寧線
    - 威寧駅

### 道路
- 高速道路
  - 遼中環状高速道路
  - 丹阜高速道路